# Guy Peellaert
Guy Peellaert (Bruxelles, 6 aprile 1934 – Parigi, 17 novembre 2008) è stato un fumettista, illustratore e fotografo belga.
Famoso anche per l'illustrazione di alcune copertine di album discografici (come Diamond Dogs di David Bowie e It's Only Rock 'n' Roll dei Rolling Stones) e dei manifesti di lancio per film come Taxi Driver, Paris, Texas, e America oggi.

## Biografia
Nacque e crebbe a Bruxelles, dove studiò belle arti, e si trasferì in seguito a Parigi dove iniziò a lavorare come illustratore. Qui, influenzato da correnti artistiche emergenti come la pop art e l'arte psichedelica, eseguì diverse opere pubblicitarie per il cinema, la televisione e locali come il Crazy Horse.

### Jodelle
Divenne noto nel 1966 con il fumetto erotico Les aventures de Jodelle, realizzato con Pierre Bartier, autore dei testi. Nell'opera, realizzata utilizzando una provocatoria gamma di colori vivaci per creare accostamenti volutamente stridenti, si "cita la pop art che cita il fumetto" non solo nelle scelte grafiche ma anche nelle sceneggiature, dove si mescolano ambientazioni e personaggi di tutte le epoche. Jodelle, la protagonista, è un'agente segreta disegnata con l'aspetto di Sylvie Vartan (icona acqua e sapone di quegli anni) e immersa in situazioni piccanti sullo sfondo di un'assurda Roma imperiale che segue le mode degli anni sessanta. La trama fantapolitica è incentrata sullo scontro tra una sadica proconsolessa che cospira per deporre l'imperatore Augusto (vecchio, nevrotico ed effeminato), e un corpo militare di giovani e belle ragazze, di cui anche Jodelle fa parte, che deve sventare le sue trame tra orgiastici baccanali e Cadillac trainate da cavalli.

### Pravda
Nel 1967 esce sulla rivista Hara-Kiri il primo numero della serie Pravda, la survireuse, illustrata da Peellaert su sceneggiatura di Pascal Thomas, che sarà pubblicato in italiano l'anno dopo con il titolo Pravda la sbandata.
Il fumetto riflette i conflitti tipici degli anni sessanta e del maggio francese, la contestazione delle istituzioni da parte dei movimenti sessantottini e la nuova presa di coscienza femminile.
La protagonista, Pravda, è una giovane ragazza indipendente e libera da inibizioni: il suo aspetto è ispirato a Françoise Hardy e viene disegnata sempre seminuda, coperta soltanto da un gilet di cuoio aperto, un cinturone e un paio di stivali. Ma, soprattutto, Pravda è nemica della società dei consumi, che combatte senza pietà mettendosi anche alla testa di un aggressivo gruppo di motocicliste. Cavalcando una moto a forma di pantera, sconfigge e umilia una popolazione di maschi violenti e militaristi, distruggendo i simboli della virilità, del consumismo e del potere,. La violenza che permea l'opera non risparmia nulla e Pravda, incapace di credere nell'amore come forza positiva, arriva a uccidere il Principe Bello, personaggio che l'aveva sedotta e allontanata dalla lotta e dalla realtà.

### Rock Dreams
Nel 1973 collabora con il giornalista britannico Nick Cohn al libro illustrato Rock Dreams in cui celebra lo spirito ribelle del rock and roll e dei suoi interpreti. Molte delle tavole originali sono state in seguito acquistate dall'attore Jack Nicholson.
Dopo il successo del libro, che divenne un bestseller, Peellaert divenne ancora più noto realizzando le copertine di diversi album musicali.

## Curiosità
- Il gruppo musicale britannico Frankie Goes to Hollywood ha preso il proprio nome da un titolo del settimanale The New Yorker contenuto in un'illustrazione di Peellaert dedicata a Frank Sinatra[6].

## Opere

### Fumetti
- Les Aventures de Jodelle. Il primo numero esce nel 1966.
- Pravda, la survireuse. Il primo numero esce nel 1967.

### Libri illustrati
- Rock Dreams (1974). Con testi di Nick Cohn.
- Las Vegas. The Big Room (1986). Con testi di Michael Herr.
- Rêves du 20 e siècle (1999). Con testi di Nick Cohn.

### Copertine discografiche
| Anno | Artista            | Album                      | Etichetta        | Note |
| ---- | ------------------ | -------------------------- | ---------------- | --- |
| 1967 | Jacques Loussier   | Jeu de massacre            | Disques Vogue    | Colonna sonora dell'omonimo film di Alain Jessua per il quale Peellaert realizza le strisce disegnate.            |
| 1968 | Guy Béart          | Béart chante l'espace      | Temporel/CBS     | |
| 1974 | David Bowie        | Diamond Dogs               | RCA              | Poco dopo l'uscita viene censurato perché raffigura un essere ibrido cane-Bowie che mostra chiaramente i genitali |
| 1974 | The Rolling Stones | It's Only Rock 'n' Roll    | Atlantic Records | Intervento della censura                                                                                          |
| 1975 | Les Variations     | Café de Paris              | Buddah Records   | |
| 1988 | Étienne Daho       | Pour nos vies martiennes   | Virgin           | |
| 1989 | Astor Piazzolla    | Tanguedia de Amor          | Milan Records    | Compilation. |
| 1996 | Lio                | Wandatta                   | WEA              | |
| 1999 | Willy DeVille      | Horse of a Different Color | EastWest         | |
| 2000 | David Bowie        | Bowie at the Beeb          | BBC              | |
| 2008 | Second Sex         | Petite Mort                | Because Music    | |

### Manifesti cinematografici
| Anno | Regista              | Titolo                          | Note                                                       |
| ---- | -------------------- | ------------------------------- | ---------------------------------------------------------- |
| 1967 | Alain Jessua         | Gioco di masssacro              | Un manifesto speciale viene creato per il mercato inglese. |
| 1976 | Martin Scorsese      | Taxi Driver                     |                                                            |
| 1977 | Wim Wenders          | L'amico americano               |                                                            |
| 1980 | Wim Wenders          | Lampi sull'acqua - Nick's Movie |                                                            |
| 1982 | Wim Wenders          | Hammett - Indagine a Chinatown  |                                                            |
| 1982 | Wim Wenders          | Lo stato delle cose             |                                                            |
| 1982 | Francis Ford Coppola | Un sogno lungo un giorno        |                                                            |
| 1983 | Robert Bresson       | L’Argent                        |                                                            |
| 1983 | Francis Ford Coppola | I ragazzi della 56ª strada      |                                                            |
| 1984 | Wim Wenders          | Paris, Texas                    | Vengono creati due manifesti differenti                    |
| 1985 | Wim Wenders          | Tokyo-Ga                        |                                                            |
| 1985 | Stephen Frears       | My Beautiful Laundrette         |                                                            |
| 1987 | Jim McBride          | Big Easy - Brivido seducente    |                                                            |
| 1987 | Wim Wenders          | Il cielo sopra Berlino          |                                                            |
| 1993 | Robert Altman        | America oggi                    |                                                            |
| 2005 | Wim Wenders          | Non bussare alla mia porta      |                                                            |